# Belolaut
Belolaut is een plaats in het bestuurlijke gebied Bangka Barat in de provincie Bangka-Belitung, Indonesië. De plaats telt 9684 inwoners (volkstelling 2010).